# パパンケーキ
「パパンケーキ」は、月島きらり starring 久住小春 (モーニング娘。)の5枚目のシングル。2008年7月16日にアップフロントワークス（zetimaレーベル）から発売された。

## 概要
前作『チャンス!』から約8ヶ月ぶりのリリースで、久住小春の誕生日の翌日に発売された。作曲はFIREWORKS。

表題曲の『パパンケーキ』は、テレビアニメ『きらりん☆レボリューション』の第116話からのエンディングテーマとして起用された。また、同アニメでは11曲目のエンディングテーマである。完全生産限定盤にはクルキラ★アイドルDaysクルキラカードが、通常盤の初回特典にはデカラベルステッカーが封入されている。
自身のシングルでは、初めてアニメの主題歌及び挿入歌とは関係のない曲が収録された。

## 評価
CDジャーナルは、「キラキラしたサウンドに乗せた、久住の不思議系入った歌声が弾けている。」と評価した。

## 収録曲
1. パパンケーキ [4:08]
作詞：2℃　作曲：FIREWORKS　編曲：宮永治郎
  - テレビアニメ『きらりん☆レボリューション』エンディングテーマ
2. Oh!トモダチ [4:16]
作詞：2℃　作曲・編曲：BOUNCEBACK
3. パパンケーキ（Instrumental）